# Moe Berg
Moe Berg (Nova Iorque, 2 de março de 1902 - Belleville, 29 de maio de 1972) foi um receptor e treinador assistente norte-americano na Major League Baseball, que mais tarde serviu como espião do Escritório de Serviços Estratégicos durante a Segunda Guerra Mundial. Embora tenha atuado em quinze temporadas nas principais ligas, quase inteiramente por quatro equipes da liga americana, Berg nunca foi mais do que um jogador mediano. Ele era mais conhecido por ser "o cara mais inteligente do beisebol". Casey Stengel certa vez o descreveu como "o homem mais estranho que já jogou beisebol".

## Carreira pós-beisebol

### Espião do governo
Os Estados Unidos entraram na Segunda Guerra Mundial após o ataque japonês a Pearl Harbor. Em 5 de janeiro de 1942, Berg aceitou uma posição no Escritório de Assuntos Interamericanos (OIAA) de Nelson Rockefeller. Nove dias depois, seu pai, Bernard, morreu. Durante o verão de 1942, exibiu a cena que ele havia feito da Baía de Tóquio para os oficiais militares de inteligência - ao mesmo tempo, acreditou-se que seu filme poderia ter auxiliado o tenente-coronel James Doolittle a planejar o ataque Doolittle, que ocorreu antes do verão, em 18 de abril de 1942.
De agosto de 1942 a fevereiro de 1943, Berg estava em missão no Caribe e na América do Sul. Seu trabalho era monitorar a saúde e a aptidão física das tropas americanas situadas naquelas regiões. Ele, junto com vários outros agentes da OIAA, partiram em junho de 1943 porque achavam que a América do Sul representava uma pequena ameaça para os Estados Unidos. Pretendia ser designados para locais onde seus talentos seriam melhor aproveitados.
Em 2 de agosto de 1943, ele aceitou um cargo no Escritório de Operações Especiais do Departamento de Serviços Estratégicos (SO) por um salário anual de três mil e oitocentos dólares. Na ocupação, era um oficial de operações paramilitares na parte do OSS que se desenvolveu como a atual Divisão de Atividades Especiais da CIA. Em setembro, ele foi designado para o ramo de Inteligência Secreta do OSS (SI). Nesse cargo, baseado em Washington, monitorou remotamente a situação na Iugoslávia, auxiliando e ajudando a preparar os eslavos-americanos recrutados para realizar perigosas missões de paraquedas.

### Após a Segunda Guerra Mundial
Em 1951, Berg solicitou à Agência Central de Inteligência (CIA) para enviá-lo a recém fundada nação de Israel. "Um judeu deve fazer isso", escreveu em seu caderno. Apesar de seu pedido inicial ter sido rejeitado; ele foi contratado em 1952, quando a Agência visava reunir informações sobre o projeto soviético da bomba atômica e recorreu a Berg devido as seus antigos contatos da Segunda Guerra Mundial. A CIA desembolsou dez mil dólares mais as despesas de Berg, sendo que não recebeu nenhuma informação deste. O oficial da agência, que havia conversado com Berg após retornar da Europa, disse que ele Berg era uma pessoa "escamosa".
Nos vinte anos seguintes, Berg não teve emprego. Ele vivia de amigos e parentes que o sustentavam. Quando questionado sobre o fazia para ganhar a vida, respondia colocando o dedo nos lábios, dando a impressão de que ainda era um espião. Solteiro ao longo da vida, ele viveu com seu irmão Samuel por dezessete anos. De acordo com Samuel, Berg ficou mal-humorado e irritado depois da guerra, e não parecia se importar muito com a vida além de seus livros. Samuel finalmente se cansou da situação e pediu a seu irmão que saísse, mesmo tendo elaborado documentos de despejo. Em seguida, mudou-se com sua irmã Ethel em Belleville, Nova Jérsia, onde residiu pelo resto de sua vida.
Berg recebeu vários votos na votação do Museu e Hall da Fama do Beisebol (quatro em 1958 e cinco em 1960). Quando foi criticado por "desperdiçar" seu talento intelectual no esporte que amava, respondeu: "Prefiro ser um jogador de bola do que um juiz da Suprema Corte". Ele também recebeu muitos pedidos para escrever suas memórias, mas recusou; embora quase tenha iniciado em 1960, desistiu depois que o coautor designado para trabalhar com ele o confundiu com Moe Howard dos Three Stooges.

## Morte e legado
Faleceu em 29 de maio de 1972, aos setenta anos, devido a ferimentos sofridos em uma queda caseira. Uma enfermeira do hospital em Belleville, local de sua morte, relembrou suas últimas palavras: "Como os Mets foram hoje?" (eles venceram). Por seu pedido, seus restos mortais foram cremados e espalhados no monte Scopus em Jerusalém, Israel.
Berg foi postumamente premiado com uma Medalha Presidencial da Liberdade. A citação diz:
“Sr. Morris Berg, cidadão dos Estado Unidos, prestou um meritório serviço excepcionalmente de alto valor ao esforço de guerra de abril de 1944 a janeiro de 1946. Em uma posição de responsabilidade no Teatro Europeu, ele exibiu habilidades analíticas e uma mente de planejamento aguçada. Ele inspirou respeito e constante alto nível de esforço por parte de seus subordinados, o que permitiu que sua seção produzisse estudos e análises vitais para a montagem das operações americanas.”
 Sua irmã aceitou o prêmio em seu nome após sua morte.